# Comunități etnice în Republica Moldova
Structura etnică (recensământul din 2024):
     băștinași declarați „Moldoveni” (77,2%)
     băștinași declarați „Români” (7,9%)
     Ucraineni (4,9%)
     Găgăuzi (4,2%)
     Ruși (3,2%)
     Bulgari (1,6%)
     Romi (0,4%)
     Celelate etnii (0,5%)
În Republica Moldova locuiește o populație majoritară autohtonă, care se identifică drept moldoveni sau români. Conform datelor recensământului din 2024, aceasta reprezintă 85,1% din totalul populației. 
Celelalte comunități etnice sunt minoritare și însumează 14,9% din populație. Cele mai numeroase grupuri sunt: ucrainenii (4,9%), găgăuzii (4,2%), rușii (3,2%), bulgarii (1,6%) și romii (0,4%).
Diversitatea etnică este mai pronunțată în anumite regiuni ale țării: în nord trăiesc comunități de ucraineni, ruși și romi; în sud-est – găgăuzi și bulgari; iar în est, în special în regiunea transnistreană, ruși și ucraineni.

## Moldoveni versus Români la nivel semantic
Denumirea de „moldoveni” are însă înțelesuri diferite în funcție de:
- Dreptul internațional, conform căruia „moldoveni” sunt toți cetățenii Republicii Moldova indiferent de etnia lor;
- Dreptul României, după care „moldovenii” sunt o parte din poporul român (definit prin vorbirea limbii daco-romane), anume partea originară din teritoriile fostului Principat al Moldovei, pe ambele maluri ale Prutului;
- Dreptul fostelor republici unionale sovietice[2], inclusiv al Republicii Moldova, conform căruia „moldovenii” sunt numai vorbitorii limbii daco-române cetățeni ai acestor state, ei fiind considerați o „etnie diferită de români”, inclusiv de românii din Moldova românească.[3]

## Conflicte
Climatul interetnic din țară s-a deteriorat odată cu prăbușirea Uniunii Sovietice (U.R.S.S.). Populațiile au fost instrumentalizate de forțe politice care au speriat cetățenii fie cu spectrul fascismului românesc fie cu amenințarea unei intervenții militare rusești. În paralel, cetățenii au primit drepturi diferite: doar băștinașii au dreptul  de a se defini ca „moldoveni» („cetățeni titulari”, statut care îi exclude pe ceilalți din identitatea țării) dar pe de altă parte, doar minoritățile au dreptul de a se defini ca aparținând unor popoare, limbi și culturi ce depășesc granițele Republicii, în timp ce băștinașii care se declară „moldoveni” nu au acest drept. Aceste discriminări mențineau o situație de criză politică și interetnică permanentă, care a culminat cu războiul din Transnistria. Moldova s-a pomenit în stare de dezintegrare teritorială, de dezbinare interetnică cu influență asupra coeziunii civice. Actualmente tensiunea interetnică a mai scăzut, însă confruntarea continuă să fie prezentă în societate și în sfera culturală, în ciuda faptului că toți cetățenii pot în măsură egală participa la procesele vitale ale țării.